# DEMO
DEMO（英: DEMOnstration Power Station）は、国際協力によって進められる核融合エネルギーの原型炉。

## 計画の概要
現在、建設が進められているITERの後継の計画でITERやJT-60-SAでの実験研究、炉工学や材料の研究開発を同時に進める戦略で、入力したエネルギーを上回るエネルギーを取り出す事により、実際に核融合による発電を実証する。
原型炉の設計は、概念設計、工学設計、製造設計の三段階に分かれていて、国際チームによって進められている概念設計は2020年に完了予定。
EU のロードマップにおいても，合同コアチームの検討においてもダイバータでの熱制御が最重要課題のひとつとして位置づけられている。
予定では2GWの定常出力で入力したエネルギーの25倍のエネルギーを発生する予定。ITERよりもおよそ30%プラズマ密度が向上する。
2033年以降に発電予定で商業用の核融合炉の建設費はDEMOのおよそ1/4になる予定。

## DEMOの目標
- 数十万キロワットの安定した発電を行う
- 実用化に向けた運転・保安技術を開発
- トリチウム燃料を自給自足する技術を開発

## Fast Track計画
欧州では早期計画実現に向けて計画の前倒しが検討される。
- DEMO炉とPROTO炉は統合して実用炉まで1機の建設で可能
- 20-25年でDEMO/PROTO機の建設のためのすべてを整えることは可能
- このDEMO/PROTO機をベースに、2040年以後に系統投入・大規模発電を計画する。
- 早期発電実証炉はトカマク方式に絞る
- ITERを非常に重視
- 国際核融合材料照射施設での材料研究を加速
- 原型炉（DEMO）と実証炉（PROTO）を一基に統合する
- やや大型のトカマクを建設し、とにかくまず電力の発生を示す